# La sorcière (Victorien Sardou)
La sorcière (De heks) is een toneelstuk in vijf aktes uit 1903 van de Franse schrijver Victorien Sardou.

## Verhaal
Het toneelstuk speelt zich af in de Spaanse stad Toledo. Het is een zich in de middeleeuwen afspelende liefdesgeschiedenis. Zoroya, dochter van een Moorse natuurkundige, is verliefd op kapitein Don Enrique. De liefde is wederkerig, maar Don Enrique is al verloofd met Juana, een slaapwandelaar. Juana zoekt hulp tegen dat slaapwandelen bij Zoroya en vertelt over haar verloving. Zoroya is dan al bekend als de heks van het dorp. Zoroya zorgt ervoor dat Juana in slaap valt en voorkomt daarmee dat Juana en Don Enrique trouwen. Als Zoroya en Don Enrique het eeuwige geluk tegemoet dreigen te gaan, worden ze opgepakt door de inquisitie.  
Het toneelstuk ging 15 december 1903 in première in Parijs met in de hoofdrol Sarah Bernhardt als Zoroya in het Théâtre Sarah Bernhardt. Het was een groot succes, zelfs The New York Times schreef er een bericht over.

## Johan Halvorsen
Op 14 april 1904 kwam het toneelstuk naar Oslo onder de titel Heksen. Het werd opgevoerd in het plaatselijk theater waar Johan Halvorsen muzikaal leider was van het theatergezelschap en ook dirigent. Hij schreef voor dit toneelstuk eigenlijk geen nieuwe muziek, maar arrangeerde andermans werk. Hij bewerkte muziek van Camille Saint-Saëns (uit Suite Algérienne), Nikolaj Rimski-Korsakov (uit Capriccio Espagnole), Iver Holter (Suite Götz von Berlichingen) en Jules Massenet (Scènes pittoresques). Halvorsen voegde een eigen pavane, sarabande en een kleine serenade espanole toe. De stukjes muziek zijn nooit verder gekomen dan een manuscript.